# Coupe de France de futsal 2002-2003
Navigation
2001-2002 2003-2004
La Coupe nationale futsal 2002-2003 est la neuvième édition de la Coupe de France de futsal.
Toutes la compétition se déroule sous forme de phase de groupes successifs dont seuls les meilleurs sont qualifiés pour le tour suivant. Les deux meilleurs des deux poules de la finale nationale s'affrontent pour le titre en élimination directe.
Le Roubaix Trois-Ponts est la seule équipe à remporter ses trois rencontres de groupe en finale. Finaliste la saison précédente sous son ancien nom, l'équipe roubaisienne dispute sa quatrième finale et remporte son second titre contre le Club des Artistes de Villepinte.

## Format
Le Roubaix 3 ponts, vainqueur de la compétition, dispute quatre tours de qualification, une des huit demi-finales régionales composées de groupes de huit équipes avant la finale nationale.
Lors des demi-finales régionales, seul un club est qualifié dans chacun des huit groupes. Ces huit équipes en finale nationale sont séparées en deux groupes joués chacun en tournoi toutes rondes. Les deux premiers de chaque poule s'affrontent en demi-finales croisées en élimination directe jusqu'à déterminer le vainqueur au terme de la finale.
| Tour                    | Format                                                                        | Participants | Qualifiés |
| ----------------------- | ----------------------------------------------------------------------------- | ------------ | --------- |
| Tours de qualification  | divers                                                                        | divers       | 64        |
| Demi-finales régionales | 8 groupes de 8                                                                | 64           | 8         |
| Finale nationale        | 2 groupes de 4 en format toutes rondes puis demi-finale à élimination directe | 8            | -         |

## Qualifications

### Demi-finales
Huit groupes de huit équipes forment les demi-finales régionales. Un seul club par groupe se qualifient pour un tournoi final à huit participants.
Complexe sportif, Huttenheim le 1er février 2003
- Groupe A : CS Neuhof, FC Sierentz, FC Kronenbourg, AS Raedersheim.
- Groupe B : FCSR Haguenau, FCSK 06, AS Sundhoffen, Olympique Mulhouse.

Hall Louis-Terray, Saint-Brice-sous-Forêt le 15 février 2003
- Champs AFC T (Ile-de-France)
- JSF Créteil (Ile-de-France)
- ASPTT Dijon (Bourgogne)
- AS Beaune (Bourgogne)
- FC Lille Sud (Nord-Pas-de-Calais)
- AS Vieux-Lille (Nord-Pas-de-Calais)
- Futsal Vaulx-en-Velin (Rhône-Alpes)
- ALM Evreux (Normandie)

Gymnase Constant-Laisis, Laval le 15 février 2003
- US Saint-Denis d'Anjou (Maine)
- AS Villaret Le Mans (Maine)
- Issy Futsal (Ile-de-France)
- Le Club des Artistes (Ile-de-France)
- US Alençon 61 (Basse-Normandie)
- UFC Pays d'Argentan (Basse-Normandie)
- La Seauve Sport (Auvergne)
- FC Saint-Germain Laprade (Auvergne)

Complexe sportif, Rémilly le 15 février 2003
- CO Villers-lès-Nancy (Meurthe-et-Moselle)
- FC Revigny (Meuse)
- USL Mont-Saint-Martin (Meurthe-et-Moselle)
- JA Rémilly (Moselle)
- Ban-Saint-Martin (Meurthe-et-Moselle)
- FC Tucquegnieux (Meurthe-et-Moselle)
- ES Marienau-Silvange (Moselle)
- RC Nilvange (Moselle)

Salle Mangin-Beaulieu, Nantes le 15 février 2003
- C'West Nantes (Atlantique)
- FC Jean-Villar Angers (Atlantique)
- SC Massay (Centre)
- FC Lorient (Bretagne)
- US Montgermont (Bretagne)
- Avenir Saint-Servant Saint-Malo (Bretagne)
- EF Aubusson (Centre-Ouest)
- Gallia C. Gond-Pontouvre (Centre-Ouest)

Complexe sportif des Deux-Rives, Saint-Vallier-sur-Rhône le 15 février 2003
- Futsal Grenoble Teisseire (Rhône-Alpes)
- Aube Vénissieux (Rhône-Alpes)
- FC Mistral Grenoble (Rhône-Alpes)
- ASF Andrézieux-Bouthéon (Rhône-Alpes)
- MJC Ranguin Cannes (Méditerranée)
- ASC Tritons Montpellier (Languedoc-Roussillon)
- SC Béziers (Languedoc-Roussillon)
- SC Bocognano-Gravona (Corse)

Salle municipale, Fronton le 16 février 2003
- US Pouvourville (Haute-Garonne)
- Rangueil FC (Haute-Garonne)
- SC Luc Primaube (Aveyron)
- US Réquista (Aveyron)
- ASC Rodez Portugais (Aveyron)
- AS Fleurance La Sauvetat (Gers)
- Entente Varilhes - St-Jean Verge (Ariège)
- Castelsarrasin Moissac (Tarn-et-Garonne)

Salle des sports, Wassy le 16 février 2003
- Foyer barséquanais (Champagne-Ardenne)
- Vitry-le-François ADQR (Champagne-Ardenne)
- Roubaix 3 Ponts (Nord-Pas-de-Calais)
- AS Lille Petit-Terrain (Nord-Pas-de-Calais)
- Vesoul HS Football (Franche-Comté)
- US Larians-Munans (Franche-Comté)
- Saint-Just Saint-Rambert (Rhône-Alpes)
- MJC Picasso Échirolles (Rhône-Alpes)

## Tournoi final
Le tournoi final a lieu les 19 et 20 avril 2003 à Saint-Junien, près de Limoges.

### Phase de groupes
| Résultats                | Pts |
| ------------------------ | --- |
| Victoire                 | 4   |
| Victoire aux tirs au but | 2   |
| Défaite aux tirs au but  | 1   |
| Défaite                  | 0   |

### Phase à élimination directe

#### Tableau
|  | Demi-finales         | Demi-finales      |                 |   | Finale | Finale |
|  | Demi-finales         | Demi-finales      |                 |   | Finale | Finale |
|  |                      |                   |                 |   |        |        |
|  |                      |                   |                 |   |        |        |
|  |                      |                   |                 |   |        |        |
|  | Roubaix 3 Ponts      | 3                 |                 |   |        |        |
|  | Roubaix 3 Ponts      | 3                 |                 |   |        |        |
|  | CO Villers-lès-Nancy | 2                 |                 |   |        |        |
|  | CO Villers-lès-Nancy | 2                 | Roubaix 3 Ponts | 2 |        |        |
|  |                      |                   | Roubaix 3 Ponts | 2 |        |        |
|  |                      | Club des Artistes | 0               |   |        |        |
|  | Champs Futsal T      | Club des Artistes | 0               | 3 |        |        |
|  | Champs Futsal T      |                   |                 | 3 |        |        |
|  | Club des Artistes    | 5                 |                 |   |        |        |
|  | Club des Artistes    | 5                 |                 |   |        |        |

#### Finale
| Entraîneur : |
| Malik Laouar |

| Entraîneur :   |
| Paul Bernardin |

| Entraîneur : |
| Malik Laouar |

| Entraîneur :   |
| Paul Bernardin |

« Nous avons accédé à la finale nationale sans trop de difficultés et  nous avons remporté la Coupe Nationale de Futsal en étant invaincu dans la compétition. Sans aucune prétention nous avions annoncé cette victoire du fait que nous disposions d'un effectif de qualité avec notamment, Christophe et Frédéric Duponcheel, Amerouche et Nasser Yahia, David Morant (en), etc. qui sont aujourd'hui tous licenciés en Belgique sous contrat semi pro. »

— Malik Laouar, entraîneur de Roubaix, « Roubaix Futsal, vainqueur de la Coupe Nationale 2003 », Futsal spirit p.9, avril 2005 